# Lomatogonium brachyantherum
Lomatogonium brachyantherum là một loài thực vật có hoa trong họ Long đởm. Loài này được (C.B. Clarke) Fernald mô tả khoa học đầu tiên năm 1919.